# Galactia dictyophylla
Galactia dictyophylla är en ärtväxtart som beskrevs av Ignatz Urban. Galactia dictyophylla ingår i släktet Galactia och familjen ärtväxter. Inga underarter finns listade i Catalogue of Life.